# Ángela Luzdivina García Fernández
Ángela Luzdivina García Fernández «La Capricha» (Sotrondio, Samartín del Rei Aurelio, Astúries, 1911 - Gijón, 20 d'agost de 2010) fou una activista política asturiana d'esquerres.
Nascuda en el llogaret asturià d'Alcargu, comença a treballar des de nena com a assistenta per ajudar a casa. Als sis anys va rebre un petó al front i dues monedes del dirigent socialista Pablo Iglesias quan inaugurà la Casa del Pueblo de Llangréu. En la seva joventut va treballar de minera, en un escorxador familiar i d'assistenta. La primera vegada que va a escola ho va fer a les nits dins de les Joventuts Socialistes. Entra ràpidament en la política convertint-se en una gran activista, igual que els seus pares que van estarr presos per motius polítics.
Va participar en la revolució d'octubre del 34 a Astúries forjant-se fama d'un caràcter dur i infrangible, contant que sovint comentava : «A mi només em venç una bala».
Després de la revolució del 34 ingressa a la presó, de la qual va sortir poc després. En la Guerra Civil va lluitar en el front republicà durant dos anys i en acabar la guerra passà a la muntanya com a maquis fent tasques d'enllaç i subministraments.

En 2003 va rebre la Medalla d'Astúries en categoria de plata per: 
| « | «...quant a exemples clars dels qui van sofrir la presó i la represàlia per les seves idees polítiques, simbolitzant la lluita aferrissada per una societat lliure». | » |